# Ikechukwu Ezenwa
Ikechukwu Vincent Ezenwa (Yenagoa, 16 de outubro de 1988), mais conhecido como Ikechukwu Ezenwa, é um ex-futebolista nigeriano que atuava como goleiro.

## Carreira no clube
Ezenwa começou sua carreira profissional no futebol no Ocean Boys antes de se mudar para o Heartland FC em julho de 2008. Ele se mudou para Ifeanyi Ubah FC em 2016, e encerrou seu contrato em 2017. Ele então completou uma mudança para Enyimba, e terminou seu contrato em 2018.[carece de fontes?] Ele ingressou no Katsina United em 1º de janeiro de 2019. Um de seus respeitados treinadores de goleiros que teve grande impacto em sua carreira é o ex-técnico do Sunshine Stars, Daramola Nicholas Akinsehinwa, entre 2013 e 2016, durante seu tempo de jogo no Sunshine Stars F.C. e esse grande desenvolvimento de seu potencial tornou possível a convocação das Nigeria Super Eagles, pela qual Ikechukwu Ezenwa fez parte da seleção da Nigéria na Copa do Mundo de 2014.

## Carreira internacional
Ele foi membro da Nigéria Sub-23 nos Jogos Olímpicos de Verão de 2008, participando dos jogos de qualificação. Em 2015, ele foi convocado para a Nigeria Super Eagles, sob a autoridade do técnico Sunday Oliseh. Após a lesão do goleiro titular da Nigéria, Carl Ikeme, ele foi convocado para fazer parte da seleção nas eliminatórias para a Copa do Mundo e a Copa das Nações pelo técnico das Super Eagles, Gernot Rohr, e recebeu a camisa número 1, substituindo Ikeme como goleiro titular da Super Eagles.
Ezenwa mostrou alguma classe de contenção durante os jogos consecutivos da Nigéria contra os "leões indomáveis" dos Camarões nas eliminatórias para a Copa do Mundo da FIFA de 2018. Em maio de 2018, ele foi nomeado para a seleção preliminar de 30 jogadores da Nigéria para a Copa do Mundo de 2018 na Rússia.